# Jon Fontas
Jon Fontas (Arlington, Massachusetts, 1955. április 16. –) amerikai profi jégkorongozó.

## Pályafutása
Karrierje a New Hampshire Egyetemen kezdődött 1974-ben. 1978-így járt egyetemre. Innen az IHL-es Saginaw Gearshez került. A következő szezonban a Oklahoma City Starsban játszott és a Minnesota North Stars egy mérkőzésre felhívta az NHL-be. 1980–1981-ben játszott a Baltimore Clippersben, az Oklahoma City Stars és a Minnesota North Starsban. 1981-ben átment a finn ligába. Itt játszott a Jokerit Helsinkiben, a JoKP Joensuu két idényt és a SaiPa Lappeenrantában. 1985-ben vonult vissza.

## Díjai
- Ken McKenzie-trófea: 1979